# Notojapyx tillyardi
Notojapyx tillyardi är en urinsektsart som först beskrevs av Filippo Silvestri 1930.  Notojapyx tillyardi ingår i släktet Notojapyx och familjen Japygidae. Inga underarter finns listade i Catalogue of Life.